# 霞浦县第五中学
26°43′23.3796″N 120°02′38.5332″E / 26.723161000°N 120.044037000°E
福建省霞浦第五中学，简称霞浦五中，位於福建省霞浦县长春镇，是一所全日制中学，也是一所乡镇中学。
霞浦五中的前身是创办于1965年的一所农业中学。1969年，学校与长春中心小学合并，改称长春公社「五七」学校。1973年，学校正式改称为霞浦县第五中学，而且办学规模扩大。学校现拥有学生1500多人， 教师150人，其中专任教师110人，中高级教师30多人 ；学校原有教学班级34个，后高中班被撤销，现只剩初中班24个。
学校占地约有22667平方米，校舍面积12000平方米。1992年后，学校建成一个「标准田径场」和1000多平方米的花圃，并新建了校舍和学校大门。近年，学校又更新和新建塑胶跑道、科技楼、宿舍楼和其他教学设施。